# Liste der Monuments historiques in Boyeux-Saint-Jérôme
Die Liste der Monuments historiques in Boyeux-Saint-Jérôme führt die Monuments historiques in der französischen Gemeinde Boyeux-Saint-Jérôme auf.

## Liste der Bauwerke
| Bezeichnung                      | Beschreibung                  | Standort | Kennzeichnung | Schutzstatus | Datum | Bild           |
| -------------------------------- | ----------------------------- | -------- | ------------- | ------------ | ----- | -------------- |
| Kapelle in Châtillon-de-Cornelle |                               | (Lage)   | PA00116347    | Inscrit      | 1986  | weitere Bilder |
| Kirche St-Jérôme                 | Erbaut ab dem 13. Jahrhundert | (Lage)   | PA00116348    | Inscrit      | 1926  | weitere Bilder |

## Liste der Objekte
- Monuments historiques (Objekte) in Boyeux-Saint-Jérôme in der Base Palissy des französischen Kultusministeriums